# 7047 Lundström
7047 Lundström è un asteroide della fascia principale. Scoperto nel 1978, presenta un'orbita caratterizzata da un semiasse maggiore pari a 2,3722461 UA e da un'eccentricità di 0,2169276, inclinata di 23,09844° rispetto all'eclittica.